# Gatto vecchio, vita nuova
Gatto vecchio, vita nuova (Old Rockin' Chair Tom) è un film del 1948 diretto da William Hanna e Joseph Barbera. È il trentaseiesimo cortometraggio animato della serie Tom & Jerry, prodotto dalla Metro-Goldwyn-Mayer e uscito negli Stati Uniti il 18 settembre 1948. Il film vede la prima apparizione del gatto Vercingetorige.

## Trama
Dopo l'ennesimo, disastroso fallimento nel catturare Jerry, Mammy Due Scarpe annuncia a Tom di aver deciso di pensionarlo, avendo portato a casa il giovane gatto Vercingetorige, un "vero cacciatore di topi". Egli è velocissimo, e dimostra subito la sua abilità cacciando fuori Jerry in un batter d'occhio. Dopo aver detto a Vercingetorige di occuparsi del "povero vecchio zio Tom", Mammy va a dormire. Vercingetorige ne approfitta per razziare il frigorifero, ma fa cadere una bottiglia, richiamando Mammy. Il gatto dà quindi la colpa a Tom, che viene buttato fuori di casa. Tom e Jerry decidono allora di allearsi per liberarsi di Vercingetorige. Rientrati in casa, fanno ingoiare al gatto un ferro da stiro. Così, mentre Jerry spaventa Mammy, Tom tiene bloccato Vercingetorige con una calamita. Mammy è quindi costretta a chiamare Tom, che finge di cacciare via Jerry. Vercingetorige viene quindi buttato fuori di casa, e Mammy premia Tom con una torta che lui divide con Jerry.

## Distribuzione

### Edizione italiana
Nell'edizione originale, dopo il fallimento di Tom, Mammy gli dice che se lui è un cacciatore di topi, lei è Lana Turner. Nel doppiaggio italiano, effettuato negli anni '80, Lana Turner viene cambiata con Laura Antonelli, più popolare al pubblico italiano di allora (nonostante il corto sia ambientato negli USA degli anni '40). Inoltre nell'edizione italiana Vercingetorige augura la buonanotte a Mammy dopo che lei va a dormire, mentre in quella originale non parla mai. Il doppiaggio italiano venne effettuato in assenza della traccia audio senza dialoghi, togliendo l'audio nelle scene in cui Mammy parlava o doppiandola in oversound.